# Piptadenia floribunda
Piptadenia floribunda là một loài thực vật có hoa trong họ Đậu. Loài này được Kleinhoonte miêu tả khoa học đầu tiên.